# ヒルトップリゾート福岡
ヒルトップリゾート福岡（ヒルトップリゾートふくおか）は、福岡市中央区輝国に2023年（令和5年）11月1日に開業したホテル。株式会社 C&C Value Design 福岡が運営する。
1967年（昭和42年）に「福岡山の上ホテル」として創業し、2013年（平成25年）9月から「アゴーラ福岡山の上ホテル&スパ」となっていた。

## 歴史

### 福岡山の上ホテル
1967年（昭和42年）に「福岡山の上ホテル」として創業した。株式会社福岡山の上ホテルによって運営されていたが、同社は2006年（平成18年）11月27日に民事再生手続の開始決定・管理命令を受けたため、2007年（平成19年）6月1日に目黒雅叙園の100％出資子会社であるワタベエンタープライズに事業譲渡した。

### アゴーラ福岡山の上ホテル&スパ
2013年（平成25年）4月からはアゴーラ・ホスピタリティーズが運営に参画し、改装工事後、リブランドに伴い同年9月から「アゴーラ福岡山の上ホテル&スパ」となった。
2023年（令和5年）8月31日にフランチャイズ契約の契約期間が満了した。

### ヒルトップリゾート福岡
2023年9月1日から改装工事のため休館し、11月1日から「ヒルトップリゾート福岡」としてリニューアルオープンした。

## 所在地
- 福岡県福岡市中央区輝国1-1-33

## アクセス
自動車
- 福岡空港より約30分
- 博多駅より約15分
- 桜坂駅より約2分

鉄道
- 博多駅より最寄りの上智福岡中高前バス停まで、58番バスで約20分、56もしくは57番バスで約40分
- 桜坂駅より徒歩で約15分（※JR博多駅より無料シャトルバスを運行）